# Nassarius harryleei
Nassarius harryleei is een slakkensoort uit de familie van de Nassariidae. De wetenschappelijke naam van de soort is voor het eerst geldig gepubliceerd in 2001 door García.